# Sungai Undan
Sungai Undan is een bestuurslaag in het regentschap Indragiri Hilir van de provincie Riau, Indonesië. Sungai Undan telt 2055 inwoners (volkstelling 2010).